# Maison située 2 Trifkovićev trg à Novi Sad
La maison située 2 Trifkovićev trg à Novi Sad (en serbe cyrillique : Кућа на Трифковићевом тргу бр. 2 у Новом Саду ; en serbe latin : Kuća na Trifkovićevom trgu br. 2 u Novom Sadu) est située à Novi Sad, la capitale de la province autonome de Voïvodine, en Serbie. En raison de sa valeur patrimoniale, elle est inscrite sur la liste des monuments culturels protégés de la République de Serbie (identifiant n° SK 1523).